# Juliaca pedisequula
Juliaca pedisequula är en insektsart som först beskrevs av Jacobi 1905.  Juliaca pedisequula ingår i släktet Juliaca och familjen dvärgstritar. Inga underarter finns listade i Catalogue of Life.